# いなべ市立北勢中学校
いなべ市立北勢中学校（いなべしりつ ほくせいちゅうがっこう）は、三重県いなべ市北勢町阿下喜2480番地にある市立中学校。

## 概要
旧北勢町域に位置し、かつては北勢町立北勢中学校であった。学校教育目標として、「人間性豊かで、自立する生徒を育てる。」を掲げている。生徒数は374人（平成29年5月1日現在）。

## 学校区
いなべ市北勢町全域

## 交通
- 三岐鉄道北勢線阿下喜駅より徒歩15分
- 三重交通 北勢庁舎前下車後、徒歩5分 [1]。